# Bon Scott
Ronald Belford »Bon« Scott, škotsko-avstralski pevec, bobnar in dudar, * 9. julij 1946, Kirriemuir, Škotska, † 19. februar 1980, London, Anglija.
Scott je bil glavni pevec avstralske glasbene skupine AC/DC od leta 1974 do smrti.

## Življenjepis
Izhajal je iz glasbene družine, ki se je v začetku 50-ih let s trebuhom za kruhom preselila v Avstralijo. Bon se je že v otroštvu učil glasbenih veščin od svojega očeta, začel je igrati klavir. Že v zgodnjih šolskih letih je kazal izredno nadarjenost za glasbo, kar je bilo dovolj, da so ga šolski veljaki videli in sprejeli v kraljevo akademijo za glasbo. Študiral je petje in nadaljeval šolanje klavirja. Kmalu po tem, leta 1966, je pristopil k skupini The Spectrors, kjer je prevzel vlogo vokalista in bobnarja. Njegov uspeh se je odtlej le še stopnjeval in tako je leta 1967 prestopil k skupini The Valentines, kjer je požel prvi uspeh s singlom  »Every Day I Have To Cry«. Z njim se je skupina uvrstila na lestvico desetih najbolj poslušanih skladb na lokalnem radiu v Melbournu. Tej so sledile še naslednje uspešnice: »She Said«, »Pelicular Hole In The Sky« in »My Old Man's A Groovy Old Man«. Naslednje leto je bila skupina The Valentines že na 23. mestu na lestvici The Australian award, kar je bilo za tiste čase za tako mlado zasedbo skoraj neverjetno. Leto 1969 pa je pomenilo tragedijo za skupino, enega od članov so namreč aretirali in obsodili na ječo zaradi posedovanja in uživanje prepovedanih substanc-drog (LSD). Tako je skupina razpadla in se istega leta na novo ustanovila, preimenovala se je v Nevertheless The Valentines, a je že aprila naslednje leto slavila prvo mesto na top lestvici »The Australian top 30« s singlom »Juliette«, 1. avgusta pa so se uradno razšli.
Pol leta kasneje je Bon dobil ponudbo za sodelovanje v skupini Fraternity blues rock značaja. Takoj so se lotili projekta in leta 1971 že izdali album Live Stock ter leto pozneje album Flaming Galah. Naslednje leto so se odločili, da srečo poskusijo še izven matične domovine, in krenili so na pot. Ta jih je peljala v Evropo, natančneje v Nemčijo, takrat še Zvezno republiko Nemčijo, in v Združeno kraljestvo, torej Anglijo. Na turneji so spoznali člane skupine Geordie, katerih vodja je bil Brian Johnson, a je bilo spoznanje z njim usodno za skupino. Po celovečerni zabavi sta se v nesreči z motorjem poškodovala obe vodji skupin, tako da je bila turneja obsojena na propad in skupina se je morala vrniti v domovino. Nesreča je bila za Bona še toliko usodnejša, saj je bil zaradi nje v komi kar nekaj mesecev. Po okrevanju se je skupina preselila v Adelaide na jugovzhod Avstralije. Zaradi nesreče je sedaj Bon deloval nekoliko umirjeno, in čez čas leta 1973 se mu je ponudila priložnost prestopiti k skupini AC/DC. Na začetku se mu je ponujala vloga bobnarja (Bon je bil tudi izvrsten bobnar) in je tudi premagal na avdiciji Petra Clacka, tedanjega bobnarja skupine. Bon se je dobro odrezal tudi v vlogi basista. A s svojim značilnim glasom (imel je razpon petih oktav) je prepričal oba tedaj vodilna moža skupine, brata Young, in tako zasedel položaj prejšnjega vokalista skupine Davea Evansa. Od leta 1973 je skupina žela slavo, kot je še ni. V skoraj desetih letih so izdali več kot 6 albumov, med najbolj znanimi je tudi zadnji s Scottom Highway to Hell. Bon Scott je skupino peljal v sam vrh rock glasbe. Bil pa je tudi zelo labilna in nemočna oseba. Predajal se je alkoholu in drogi. Leta 1980 je po koncertu v Doningtonu umrl zaradi alkohola. Zadušil naj bi se z lastnim bruhanjem. Pokopan je na Fremantle Cemetery's Memorial Garden v Avstraliji.